# 彼尔姆
彼尔姆（羅馬化：Perm'）是俄羅斯彼爾姆邊疆區首府，位於卡馬河畔、烏拉爾山西麓。2002年人口1,001,653人。1723年建城，1781年設鎮。自19世紀以來是俄國重要的工業城市。1940至1957年曾被改名為莫洛托夫（Мо́лотов）以紀念蘇聯外交部長维亚切斯拉夫·米哈伊洛维奇·莫洛托夫。以前有漢特人居住。地質學上的二疊紀的外文名稱來自這個城市。

## 歷史
彼爾姆原住民主要為芬蘭-乌戈尔人，並建立了自己的國家是為彼爾姆公國，後被俄羅斯吞併。然而，現代彼爾姆市的歷史始於彼得大帝建城。
十九世紀六十年代，彼爾姆成為貿易和工業中心，擁有兩萬多人口。
俄國內戰爆發後，彼爾姆因其軍事彈藥工廠而成為雙方的主要目標。1918年12月25日，西伯利亞白軍佔領了彼爾姆。 1919年7月1日，這個城市被紅軍奪走。

## 交通
- 彼爾姆2號站

## 姐妹城市
- 美国路易維爾
- 英国牛津
- 德国杜伊斯堡
- 乌克兰切爾卡瑟
- 中国青岛

## 外部連結
- 彼尔姆奇迹,《南方都市报》，2009年11月1日。
- Perm regional server
- The Official Website of the Perm Municipal Duma

### 教育
- Perm State University
- Perm State Technical University （页面存档备份，存于）